# اسندی هوک (مریلند)
اسندی هوک (به انگلیسی: Sandy Hook) شهری در ایالت مریلند کشور ایالات متحده آمریکا است که جمعیت آن در سرشماری سال ۲۰۱۰ میلادی، ۱۸۸ نفر بوده‌است.